# Huda Akil
Huda Akil, (arabo:هدی عاقل:) (Damasco, 19 maggio 1945), è una neuroscienziata siriana con cittadinanza statunitense la cui ricerca ha contribuito alla comprensione della neurobiologia delle emozioni, tra cui dolore, ansia, depressione e abuso di sostanze. Akil e i suoi colleghi sono meglio conosciuti per aver fornito le prime prove fisiologiche di un ruolo delle endorfine nel cervello e per aver dimostrato che le endorfine sono attivate dallo stress e possono causare l'inibizione del dolore.
Akil è professoressa di Neuroscienze presso il Dipartimento di Psichiatria della University of Michigan Medical School. In precedenza è stata co-direttrice dell'istituto di neuroscienze molecolari e comportamentali e del nodo dell'Università del Michigan del Pritzker Neuropsychiatric Disorders Research Consortium con suo marito, Stanley Watson. Akil è anche una dei sette scienziati di spicco che compongono la Hope For Depression Research Task Force, che ha sviluppato un piano di ricerca che combina le conoscenze attualmente più avanzate in genetica, epigenetica, biologia molecolare, elettrofisiologia e l'imaging cerebrale nel tentativo di accelerare la ricerca scientifica all'avanguardia relativa alla depressione e ai disturbi dell'umore ed emotivi correlati. Nel corso della sua carriera, è stata insignita di numerosi premi e dell'appartenenza a varie società, in particolare è stata presidente della Society for Neuroscience, la più grande organizzazione di neuroscienze al mondo.

## Biografia
Akil è nata e cresciuta a Damasco, suo padre era uno psicologo. È stata ispirata a perseguire una vita di scienza dopo aver letto un libro su Marie Curie, la grande fisica e vincitrice del premio Nobel, che le era stato regalato da una delle suore francesi della biblioteca. Il libro ha rappresentato un "punto di svolta" nella sua vita rendendosi conto che una donna cresciuta lontano dai centri del sapere, Gran Bretagna, Francia e Stati Uniti, poteva diventare una grande scienziata, come Curie.
Ha conseguito la laurea presso l'Università Americana di Beirut in Libano. Entrò all'università al secondo anno, con una borsa di studio della Fondazione Rockefeller che le richiedeva di ottenere il massimo dei voti, il che era particolarmente difficile, dal momento che non parlava correntemente l'inglese; tuttavia soddisfece questo requisito e si laureò nel 1967 summa cum laude con un Bachelor of Arts in Psicologia. Akil inizialmente si interessò alla psicologia del linguaggio, un interesse che fu suscitato da suo padre.
Dopo la laurea, Akil ha fatto presso l'American University di Beirut un apprendistato di insegnamento per un anno prima di recarsi negli Stati Uniti per proseguire gli studi presso l'Università dell'Iowa. Qui ha seguito un corso sulle basi delle neuroscienze e della farmacologia e ne è rimasta incuriosita, il che l'ha portata a completare una rotazione nel laboratorio di elettrofisiologia dove ha svolto ricerche sull'apprendimento con Steve Fox. Akil è stata presto accettata all'Università della California, Los Angeles per conseguire il dottorato. Alla UCLA ha lavorato con John Liebeskind sulla ricerca sul dolore e, dopo aver completato il dottorato, è entrata a far parte del laboratorio di Jack Barchas alla Stanford University. Nel 1978 è stata nominata professoressa all'Università del Michigan.

## Carriera e ricerca
La ricerca di Akil copre molte aree, ma è collettivamente radicata nella comprensione delle emozioni. Nel corso della sua carriera la sua ricerca ha incluso lavori sui recettori degli oppiacei, analisi della funzione strutturale, studi comportamentali, neurobiologia dei disturbi psichiatrici gravi, cervelli post mortem e ricerca genetica molecolare. Akil dice: "Si è sempre trattato di cercare di capire i circuiti delle emozioni. Sono sempre stata interessata a come il processo di risposta al mondo cambi il cervello e come, a sua volta, il cervello cambi l'ambiente e la percezione del mondo di un animale. Amo tutto questo".

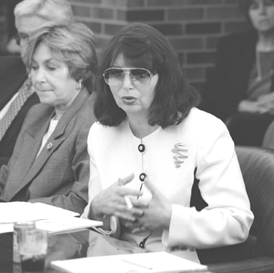
Huda Akil all'università, 1996

Nel 1970 Akil si unì a John Liebeskind, un assistente professore all'UCLA che era interessato alla neurobiologia del dolore, e più specificamente si concentrava sui circuiti neurali del dolore fantasma e sull'idea che il dolore fantasma non fosse un fenomeno puramente fisico, ma avesse anche un ruolo psicologico. Un altro membro del laboratorio ha osservato che la stimolazione elettrica riduceva, piuttosto che migliorare, l'esperienza del dolore, il che ha ispirato Akil e il collega David Mayer a continuare la ricerca su questo fenomeno, che in seguito hanno definito "analgesia prodotta dalla stimolazione" (SPA). Lavorando sui ratti, hanno scoperto che la stimolazione in diversi siti mesencefalici e diencefalici sradica la reattività agli stimoli dolorosi e lascia le altre modalità sensoriali relativamente inalterate. Questa idea di SPA è diventata l'argomento della tesi di dottorato di Akil.
Ulteriori ricerche in questo settore sono state condotte nel ratto impiegando il test di D'Amour e Smith per indagare il ruolo svolto dalle monoammine cerebrali, dalla dopamina, dalla noradrenalina e dalla serotonina. Akil e colleghi hanno utilizzato quattro diversi approcci per alterare la trasmissione nelle vie delle monoamine: esaurimento delle riserve di monoamine, sostituzione delle riserve di monoammine esaurite, potenziamento dei sistemi monamminici e blocco dei recettori delle catecolamine. I quattro approcci hanno prodotto risultati coerenti internamente.  Nel 1977, scoprirono che l'antagonista narcotico naloxone inverte parzialmente l'analgesia prodotta dalla stimolazione elettrica focale del cervello.   In questo studio l'analgesia è stata prodotta nella materia grigia periacqueduttale, che è un'area del cervello nota per contenere un gran numero di siti di legame degli oppiacei.  Questo studio, insieme ai risultati di altri studi condotti all'epoca, suggeriva che esiste un sistema neurale naturale nel cervello, che utilizza una sostanza simile alla morfina per produrre analgesia, tuttavia non era noto se l'attivazione di questo sistema fosse determinata farmacologicamente dalla stimolazione diretta del recettore o elettricamente dal rilascio della sostanza endogena.
Una combinazione di ricerca comportamentale, farmacologica e biochimica ha portato Akil e colleghi del Barchas Laboratory di Stanford alle endorfine, in particolare a due peptidi chiamati encefaline. Ciò che è seguito è stata una corsa contro altri gruppi di ricerca per isolare queste sostanze chimiche simili alla morfina e determinare cosa attiva il sistema. In sostanza, hanno sviluppato un modello di analgesia indotta da stress che rispondeva al naloxone. Sulla base di ricerche precedenti, Akil e colleghi hanno stabilito che nel ratto, lo stress acuto inevitabile provoca un aumento significativo dei peptidi oppioidi, delle encefaline e delle endorfine con una concomitante riduzione della risposta al dolore.
Akil ha continuato la ricerca nel campo dei peptidi oppioidi e dei loro recettori presso l'Istituto di ricerca sulla salute mentale dell'Università del Michigan, dove ha lavorato come scienziata di base. Il suo gruppo unì i propri sforzi di ricerca con quelli di suo marito, che lavorava anche lui all'Università del Michigan come psichiatra biologico. Dopo aver caratterizzato l'anatomia di quattro peptidi oppioidi, beta-endorfina, dinorfina, metionina encefalina e leucina encefalina, e dei loro recettori, i due gruppi hanno clonato due tipi di recettori e hanno eseguito analisi struttura-funzione al fine di determinare le basi molecolari dell'elevata affinità e selettività verso i ligandi endogeni. Nel corso degli anni i due laboratori hanno condotto ricerche approfondite su una varietà di meccanismi molecolari e neurali associati alla reattività allo stress e alla loro relazione con l'ansia e la depressione, concentrandosi sul legame degli oppioidi e dei loro recettori nell'analgesia indotta dallo stress, nonché sul ruolo dei recettori steroidei dell'ormone dello stress nell'emotività.  Inoltre, Akil e Watson furono i primi a dimostrare che esiste una sensibilità anormale e ridotta al feedback rapido dei glucocorticoidi che si verifica a livello del cervello, piuttosto che dell'ipofisi nei pazienti depressi.
Il Laboratorio Akil si è in seguito impegnato nello sviluppo di modelli animali in modo da comprendere le basi genetiche e di sviluppo delle differenze di temperamento e le implicazioni di queste differenze innate per la vulnerabilità all'ansia, alla depressione e all'abuso di sostanze.

## Vita privata
Akil è sposata con Stanley Watson. Co-dirigono l'Istituto di Neuroscienze Molecolari e Comportamentali della University of Michigan Medical School e ognuno ha svolto un ruolo fondamentale nella carriera dell'altro. La coppia ha due figli, Brendon (anche lui neuroscienziato all'Università del Michigan) e Kathleen. Akil descrive il suo approccio con i figli come andare "a tutto gas", mantenendo la sua carriera in carreggiata e crescendo contemporaneamente i suoi figli.

## Premi e riconoscimenti
- 1993 - National Institute on Drug Abuse Pacesetter Award.
- 1994 - Robert J. and Claire Pasarow Foundation Medical Research Award for Neuropsychiatry (insieme a Stanley Watson).
- 1998 -  Sachar Award dalla Columbia University.
- 1998 -  Bristol Myers Squibb Unrestricted Research Funds Award. Nel
- 2006 - John P. McGovern Award in Behavioral Sciences dall'American Academy of Arts and Sciences.
- 2007 -  Mika Salpeter Lifetime Achievement Award della Society for Neuroscience.
- 2007 -  Patricia Goldman-Rakic Prize for Cognitive Neuroscience.
- 2010 -  Paul Hoch Distinguished Research Service Award dall'American College of Neuropsychopharmacology
- 2012 -  Sarnat Prize dall'Institute of Medicine (con Watson)
- 2013 - AAMC 2013 Award for Distinguished Research in the Biomedical Sciences.[18][19]
- 2014 -  Premio Gerald L. Klerman
- 2015 - Premio Kuwait per la ricerca biomedica
- 2023 - Premio Gruber per le neuroscienze.[20]
- 2023 -  Medaglia Nazionale della Scienza.[21]

Akil è membro dell'Istituto di Medicina della National Academy of Sciences, dell'American Association for the Advancement of Science e dell'American Academy of Arts and Sciences. Inoltre, è stata Presidente dell'American College of Neuropsychopharmacology (1998) e Presidente della Society for Neuroscience (2004), la più grande organizzazione di neuroscienze al mondo. Akil è co-presidente del Comitato direttivo per le neuroscienze presso la Fondazione per il National Institute of Health e fa parte del Consiglio dell'Istituto di Medicina della National Academy of Sciences degli Stati Uniti.